# 비주 필립스
비주 필립스(Bijou Phillips, 1980년 4월 1일 ~ )는 미국의 배우, 모델, 가수이다.

## 영상 목록

### 영화
- 슈가 타운 (1999, Sugar Town)
- 블랙 앤 화이트 (1999, Black and White)
- 올모스트 페이머스 (2000)
- 타트 (2001)
- 불리 (2001)
- Fast Sofa (2001)
- 옥테인 (2003)
- 킴 베신져의 바람난 가족 (2004)
- 하복 (2005)
- The Outsider (2005) - 다큐멘터리
- 베놈 (2005)
- 위저드 오브 고어 (2007)
- 호스텔 2 (2007)
- What We Do Is Secret (2007)
- Chelsea on the Rocks (2008) - 다큐멘터리
- 질식: 어느 섹스 중독자의 초상 (2008)
- Dark Streets (2008)
- Wake (2009)
- It's Alive (2009)
- Black Limousine (2010)

### 텔레비전
- CSI: 과학수사대 (2006)
- Up Close with Carrie Keagan (2007-08) - 본인
- Last Call with Carson Daly (2007-08) - 본인
- 레이징 호프 (2010-13)
- 로앤오더: 성범죄 전담반 (2012)

## 음반 목록

### 정규 앨범
- I'd Rather Eat Glass (1999)